# Черенков Олександр Павлович
Черенков Олександр Павлович — український політик. Народився 30 вересня 1954 року.
З березня 1998 по квітень 2002 — Народний депутат України 3-го скликання, обраний від виборчого округу № 112 Луганська області. Член Комітету з питань фінансів і банківської діяльності. Фракція Комуністичної партії України.

## Біографія
Народився 30 вересня 1954 року у селищі Верхній Мітякін, Тарасовського району, Ростовська область, Росія. Росіянин.
Травень 1978 року по листопад 1979 року - служба в армії. 
Одружений, має дочку та сина.

## Навчання
1972 - 1977 рр. - Луганський сільсько - господарський інститут, факультет механізації, інженер - механік.

## Кар'єра
Січень - листопад 1980 року - інженер -технолог Тарасовського районного об'єднання "Сільгосптехніка"
Грудень 1980 по жовтень 1983 року - інженер з ремонту обладнання, з-д "Електроапарат", м.Саратов
Жовтень 1983 року - головний інженер 
1986 - 1994рр. - голова правління, колгосп ім. Дзержинського, с.Михайлюки Новоайдарського району
Народний депутат України 2 скликання  березень1994 року (1-й тур) до квітня 1998року,  Біловодський виборчий округ N 253, Луганська область, висунутий КПУ
Народний депутат України 3 скликання березень 1998 року по квітень 2002 року, виборчий округ N 112, Луганська область. На час виборів: народний  депутат України, член КПУ.
Член Комітету з питань фінансів і банківська діяльність1998 року
Член фракції КПУ травень 1998 року. 
Член фракції комуністів. На час виборів: колгосп ім. Дзержинського Новоайдарського р-ну, голова 
квітень 2002 року - кандидат в народні депутати України, виборчий округ N 113, Луганська область, висунутий КПУ. За 20.57%, 2 з 10 претендентів. На час виборів: народний депутат України, член КПУ.
З 10.1983 - гол. інж., 